# Csézy
Erzsébet Csézi es una cantante húngara nacida el 9 de octubre de 1979 en Mezőkövesd. En febrero de 2008, fue elegida para representar a Hungría en el Festival de la Canción de Eurovisión 2008 en Belgrado con el tema Candlelight, quedando en última posición (19º) con 6 puntos. La acompañó en los coros Gergõ Rácz, que ya representó a Hungría en Festival de la Canción de Eurovisión 1997, bajo el grupo V.I.P.

## Discografía
Álbumes de estudio
- Szívverés (2007)
- Csak egy nő (2009)